# Szöllősi Györgyi
Szöllősi Györgyi (Salgótarján, 1977. május 13. –) híradós műsorvezető, önálló riportműsorok szerkesztője és vezetője.

## Családi háttere
Édesapja mérnök, édesanyja Berze Györgyi tanítónő. Egy testvére van, Szöllősi Imre. Házastársával, Sebestyén Ákossal még a gimnáziumban ismerkedett meg, de csak tíz év kapcsolat után házasodtak össze. Két gyermekük van: Sebestyén Jázmin (2007) és Sebestyén Kamilla (2014). Otthonukat maguk alakították ki Leányfalun.

## Végzettsége, iskolái
Még gyermekkorában Dunavecsén éltek, ez adja életének meghatározó hátterét. Később Leányfalura költöztek. A budapesti Vörösmarty Mihály Gimnázium dráma-média tagozatán érettségizett 1995-ben. Felvételizett a Színház- és Filmművészeti Főiskolára. Oda ugyan nem vették fel, de felismerve a tehetségét színházi pályára irányították. Ebben az időben a Madách Színház Stúdiójánál dolgozott Kerényi Imrével.
A Janus Pannonius Tudományegyetem művelődésszervező-média szakán szerzett diplomát 2000-ben.

## Munkája
Kezdetben a SATeLIT Televíziónál vezette a Híradót (2000–2002). Miután ez a csatorna megszűnt, 2002–2003 között rádióknál dolgozott, a Radio C-nél és a Rádió 17-nél. Ebben az időben a Hír TV-nél is dolgozott egészen 2004-ig.
2004 szeptemberében került a Duna Televízióhoz, ahol jobban ki tudta bontakoztatni tehetségét. Híradósként is dolgozott, de önállóan is dolgozhatott a Közbeszéd című műsorban és a Heti Hírmondóban. Ő vezette az országgyűlési választási műsort 2004-ben. Igazi feladatot a Magyar Televíziónál kapott 2010 és 2015 között kiemelt felelős szerkesztőként (Az Este, Országgyűlési választások, Európai Parlamenti választások műsorának vezetése). Miután megszületett második gyermeke, megvált a közszolgálati televíziótól. Utána ismét a Hír Tévéhez került (2015. augusztus – 2018. augusztus). Műsorai: Magyarország élőben, NewsRoom, Lapzárta, Elmúlt8év.
A Hír TV  tulajdonosváltása őt is érintette. 2018 augusztusában felmondták a munkaviszonyát.
Az ATV csatorna tájékoztatása szerint 2019 novemberétől a START műsorvezetője lesz Vujity Tvrtkoval együtt.

## Sport
Kedveli az állatokat, jó lovagló, a Nemzeti Vágtában két alkalommal is indult.